# Сейнер-траулер рефрижераторный типа «Надёжный»
Сейнеры-траулеры рефрижераторные типа «Надёжный» (проект 420) — серия рыболовных траулеров (всего 104 судна), построенных в период с 1978 по 2001 год на судостроительном заводе в Николаевске-на-Амуре. Кроме того, на базе проекта 420 построили 4 научно-исследовательских судна типа «Дмитрий Песков» и 3 инженерно-геологических судна типа «Изыскатель-1».
СТР-420 предназначены для лова рыбы с помощью трала, кошелькового невода или снюрревода в морской и океанической промысловых зонах, кратковременного хранения улова в свежем или охлажденном виде до передачи его на рыбообрабатывающие суда или береговые пункты приёма.
Сейнер-траулер является однопалубным теплоходом, с полным баком, носовым расположением рубки, кормовым расположением промысловой площадки и с кормовым слипом (специальным наклонным участком палубы по которому осуществляется спуск и подъём трала). Для погрузочных работ на судне имеются 4 грузовых стрелы грузоподъёмностью 1,6 тонн. Грузоподъёмность судна составляет 100 тонн. 
Жилые помещения расположены в носовой части судна, машинное отделение в кормовой, рыбный трюм в средней и трюм для кошелькового невода — в кормовой. 
Суда снабжены дизельным двигателем мощностью 800 л.с., рефрижераторным трюмом объёмом 210 кубических метров, с температурой охлаждения до -5 градусов.
СТР типа «Надёжный» могут автономно работать в море до 20 суток.